# Кетеван Кахетинская
Кетеван Кахетинская (груз. ქეთევანი დავითის ასული; 1648 — 16 апреля, 1719, Москва) — принцесса из рода Багратионов (кахетинская ветвь). Дочь царевича Датуны. В силу брака с Багратом V и Арчилом, являлась царицей Имеретинского царства в западной Грузии (1660—1661, 1678—1679, 1690—1691, 1695—1696, 1695—1696, 1695—1696 и 1698 г.) и Кахетии (1668—75). В 1684 году она сопровождала своего мужа, царя Арчила, в ссылке в Россию, где она была известна как царица Екатерина Имеретинская. Она умерла в Москве, в возрасте 71 года.

## Биография

царевич Давид, отец Кетеван

Кетеван была дочерью наследного принца Кахетии, Давида, и его жены, Элене Диасамидзе.
Она была внучкой царя Кахетии Теймураза I по отцовской линии, и внучатой племянницей католикоса Грузинской Православной Церкви, Евдемона I по материнской линии.
Ее отец, царевич Датуна, погиб в битве с персами в 1648 году, когда она родилась. Кетеван воспитывала ее тетя Дареджан, супруга имеретинского царя Александра III. После смерти Александра III Имеретинского, 1 марта 1660 года Дареджан приложила все усилия, чтобы подчинить своему влиянию его наследника и ее приемного сына Баграта V, женив его на своей племяннице Кетеван через три дня после похорон Александра.
Поскольку Дареджан не хотела отказываться от власти, напряженность в царской семье возросла.
Вдовствующая царица убедила Баграта развестись с Кетеван и предложила царю теперь жениться на ней.
Поскольку Баграт отклонил предложение, он был схвачен и ослеплен по приказу Дареджан. Затем Дареджан вышла замуж за местного дворянина Вахтанга Чучунашвили и сделала его царем. Переворот положил начало почти столетней анархии в Имеретии, которая оставила страну в руинах.

## Второй и третий браки

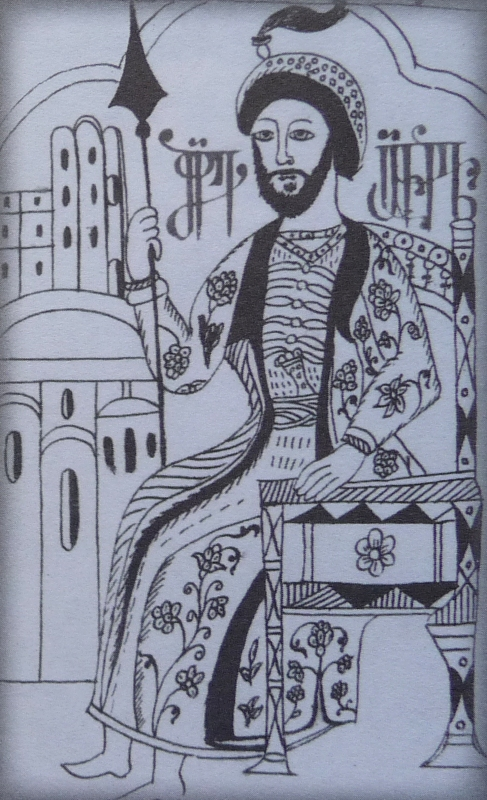
царь Арчил II

После развода с царевичем Багратом, Кетеван вышла замуж за князя Гогоберидзе.
В 1661 году Дареджан, осажденная врагами со всех сторон, обратилась за помощью к Вахтангу V Картлийскому, предложив свою племянницу Кетеван за сына Вахтанга V Арчила, а свой трон самому Вахтангу. Сделка не состоялась, и Дареджан, ее муж Вахтанг и Кетеван оказались в плену у османского паши Ахалцихе в Олтиси.
Когда в 1663 году Арчил, сын Вахтанга V, был свергнут в Имеретии и отправлен в Персию для утверждения на посту царя Кахетии, он решил жениться на Кетеван, чтобы заявить о своих притязаниях на Имеретию. Вахтанг V заплатил 20 000 серебряных курушей, чтобы выкупить Кетеван у паши.
Арчил, тогдашний царь Кахетии, женился на Кетеван в Тбилиси 22 марта 1668 года.
В 1675 году Арчил, в разногласиях с персидским великим визирем шейхом Али-ханом Зангане, покинул Кахетию и предпринял ряд попыток утвердиться в Имеретинском царстве.
К 1699 году Арчил оставил все надежды вернуть Имеретию и окончательно поселился в России, правительство которой впервые предоставило ему и его семье убежище в 1686 году.

## Дальнейшая жизнь

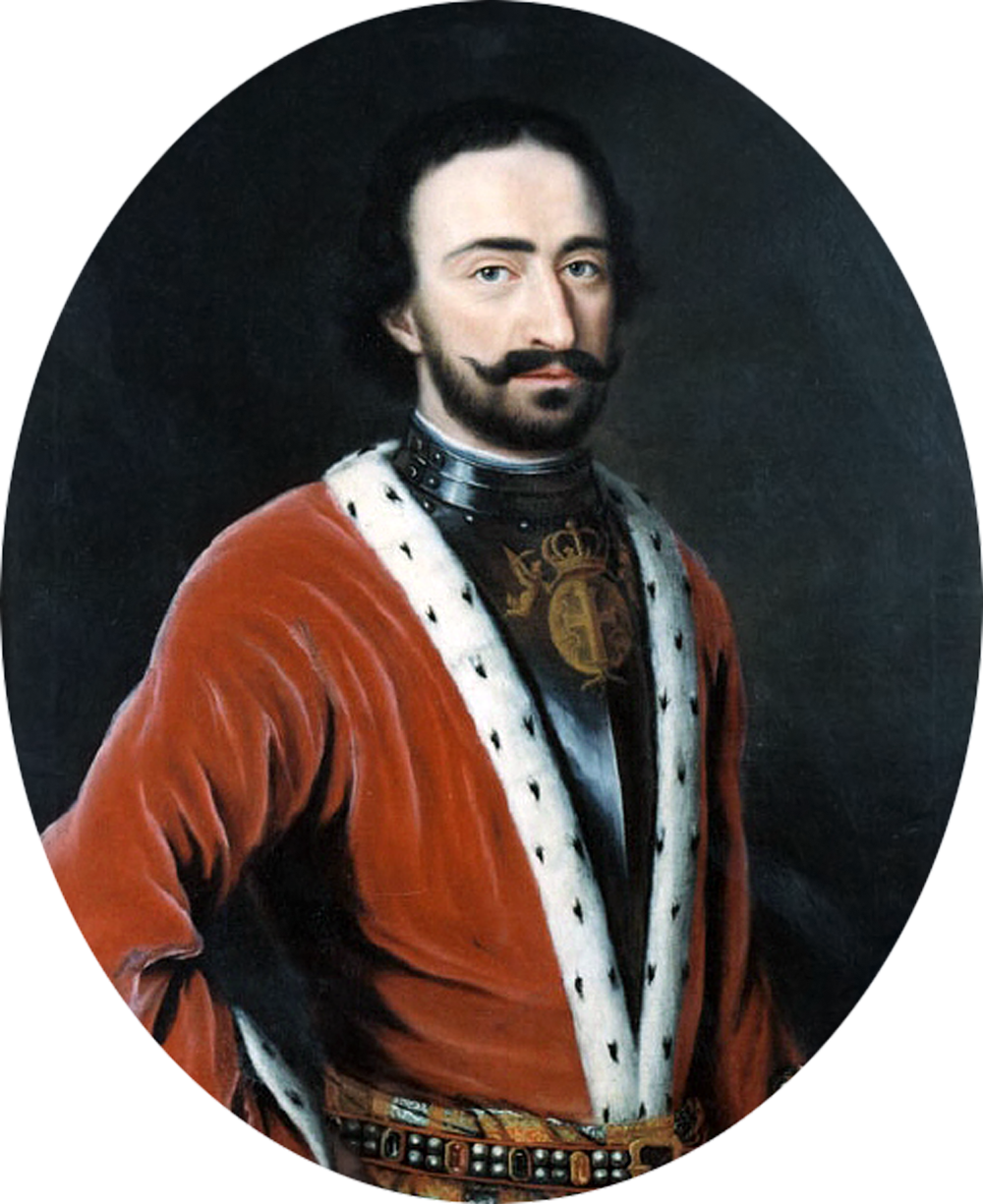
сын царицы Кетеван, царевич Александр Арчилович. Первый в истории России генерал-фельдцейхмейстер.

Жизнь пары в России была еще больше омрачена в 1711 году смертью их последнего выжившего сына, царевича Александра Арчиловича, который, первый в истории России генерал-фельдцейхмейстер, пал от рук победивших шведов в боях под Нарвой в 1700 году.
В Москве в 1713 году, не имея в живых детей мужского пола, Кетеван сменила мужа на посту управляющего имениями, пожалованных грузинской семье российским правительством, такими как Всехсвятское в Московской губернии, и Лысково в Нижегородской губернии.
Она умерла в Москве 16 апреля 1719 года и была похоронена через несколько недель из-за бурного наводнения 5 мая 1719 года в Донском монастыре вместе со своим мужем.

### Дети
Дети у Кетеван были только от брака с царем Имеретии и Кахетии Арчилом Вахтанговичем.
Брак подарил им одну дочь и троих сыновей:
1. царевна Дареджан (ок. 1670 – 1740); она умерла незамужней и была похоронена в Донском монастыре;
2. царевич Александр (1674 — 20 февраля 1711), первый в истории России генерал-фельдцейхмейстер. Он был женат; имел дочь;
3. царевич Мамука (1676 – 23 марта 1693), он умер холостым и был похоронен в Донском монастыре;
4. царевич Давид (2 июля 1682 – 24 октября 1688), умер холостым, похоронен в Новодевичьем монастыре, перезахоронен в 1711 году в Донском монастыре.